# Milton (Washington)
Milton è una città degli Stati Uniti d'America, situata nello Stato di Washington, nella Contea di Pierce e in parte nella Contea di King.